# Kitagawia litoralis
Kitagawia litoralis är en flockblommig växtart som först beskrevs av Vladimir Nikolaevich Voroschilov och Gorovoj, och fick sitt nu gällande namn av Pimenov. Kitagawia litoralis ingår i släktet Kitagawia och familjen flockblommiga växter. Inga underarter finns listade i Catalogue of Life.